# Dioungani
Dioungani is een gemeente (commune) in de regio Mopti in Mali. De gemeente telt 32.500 inwoners (2009).